# Fluda princeps
Fluda princeps är en spindelart som beskrevs av Banks 1929. Fluda princeps ingår i släktet Fluda och familjen hoppspindlar. Inga underarter finns listade i Catalogue of Life.